# 竹内真澄
竹内 真澄（たけうち ますみ、男性、1954年 -　）は、日本の社会学者、桃山学院大学教授。専攻は社会学史、社会思想史。
高知県生まれ。1977年立命館大学産業社会学部卒業。1982年同大学院社会学研究科博士後期課程満期退学。1986年桃山学院大学社会学部助教授。2002年教授。

## 著書
- 『人間再生の社会理論』（共著）創風社 1996
- 『福祉国家と社会権 デンマークの経験から』晃洋書房 2004
- 『市民にとっての管理論』（共著）八千代出版 2005
- 『物語としての社会科学 世界的横断と歴史的縦断』桜井書店 2011
- 『諭吉の愉快と漱石の憂鬱』花伝社 2013

### 翻訳
- マーティン・ジェイ編『ハーバーマスとアメリカ・フランクフルト学派』監訳 青木書店 1997
- ハワード・ジン『ソーホーのマルクス マルクスの現代アメリカ批評』岩淵達治監修 こぶし書房 こぶしフォーラム 2002
- アクセル・ホネット『正義の他者 実践哲学論集』（共訳）法政大学出版局 2005

## 論文
- Cinii